# Bad Bleiberg
Bad Bleiberg (slovenska: Plajberk pri Beljaku) är en köpingskommun i förbundslandet Kärnten i Österrike. Kommunen har 2 166 invånare (2024).
Kommunen består av fem orter (Ortschaften) (inom parentes invånarantal 1 januari 2024):

- Bleiberg-Kreuth (811)
- Bleiberg-Nötsch (598)
- Bad Bleiberg (501)
- Hüttendorf (203)
- Kadutschen (53)